# Porzellanfarbe

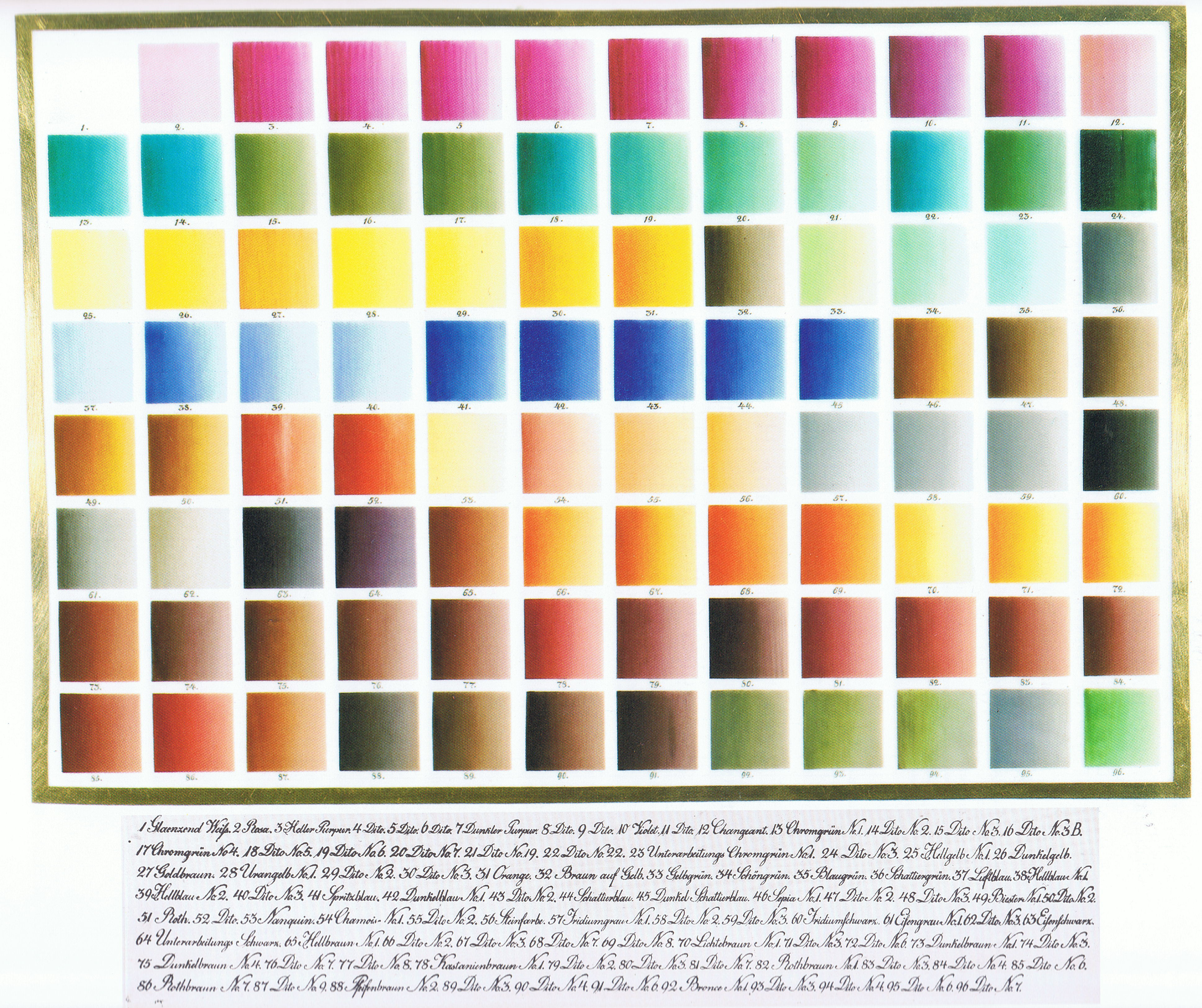
Muster-Farbtafel der KPM Berlin, um 1840

Porzellanfarben sind Farben, die sich zum Auftragen und späterem Brennen auf Porzellan eignen. Ihre Herstellung und Zusammensetzung wurde und wird immer noch von den Porzellanmanufakturen als ein streng gehütetes Geheimnis behandelt. Für das Hobby Porzellanmalerei gibt es Porzellanfarben, die nicht gebrannt werden müssen. Man verwendet dafür Acrylfarbe auf Wasserbasis, die nur zu trocknen braucht, oder Kunstharzfarbe, die im Backofen gehärtet wird. Diese Farben sind nicht abriebfest.

## Die Farben
Es gibt Unterglasurfarben, die den Brennvorgang bei ca. 1300 Grad überstehen müssen und Porzellanfarben zum Malen auf der Glasur (Muffelfarben), die bei ca. 900 Grad gebrannt werden. Die Pigmente der Porzellanfarben bestehen aus Metalloxiden. Aus Eisenoxidpigmenten lassen sich verschiedene Farben bilden, je nach Oxidationsstufe und Ausgangsstoff: Rot, Gelb, Sepia, Braun, Schwarz und Violett. Kupfergrün ist gelblich-grün. Chromgrün, das es erst nach 1811 gab, ist intensiv grün. Gold als Farbe kann man als gelöste Goldsalze auftragen. Nach dem Brand ist die Goldoberfläche matt. Durch Polieren mit einem Achatstift erhielt man eine glänzende Goldoberfläche (Poliergold). Nach 1817 konnte man durch den Brand eine hoch glänzende Gold-Oberfläche (Glanzgold) direkt erzeugen, für die man sehr viel weniger Gold benötigte, die aber weniger abriebfest ist.

## Herstellung
Die Herstellung der Porzellanfarben ist der Email-Herstellung ähnlich. Die Farbpigmente werden in eine spezielle Glasmasse als Trägermaterial eingeschmolzen die bei der vorgesehenen Brenntemperatur genügend flüssig wird ohne zu stark zu zerfließen. Die Masse wird zu Pulver gemahlen und mit einem Bindemittel (Öle und Terpentin) versehen, damit die Farben mit einem Pinsel aufgetragen werden können. Das Bindemittel wird beim Brennvorgang rückstandslos verbrannt.

## Liste von Pigmenten

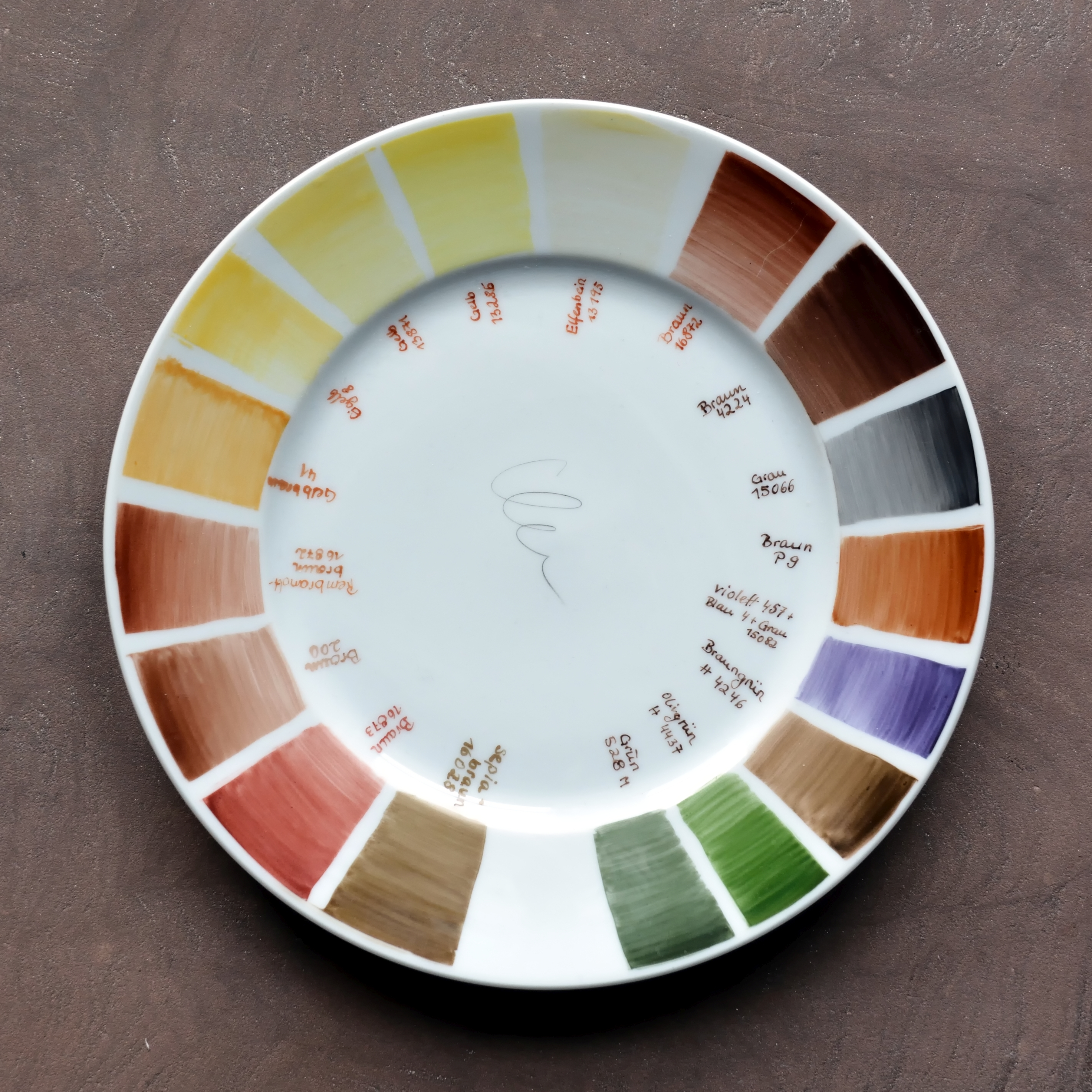
Farbdemonstration in der Besucherwerkstatt im Museum Schloss Fürstenberg

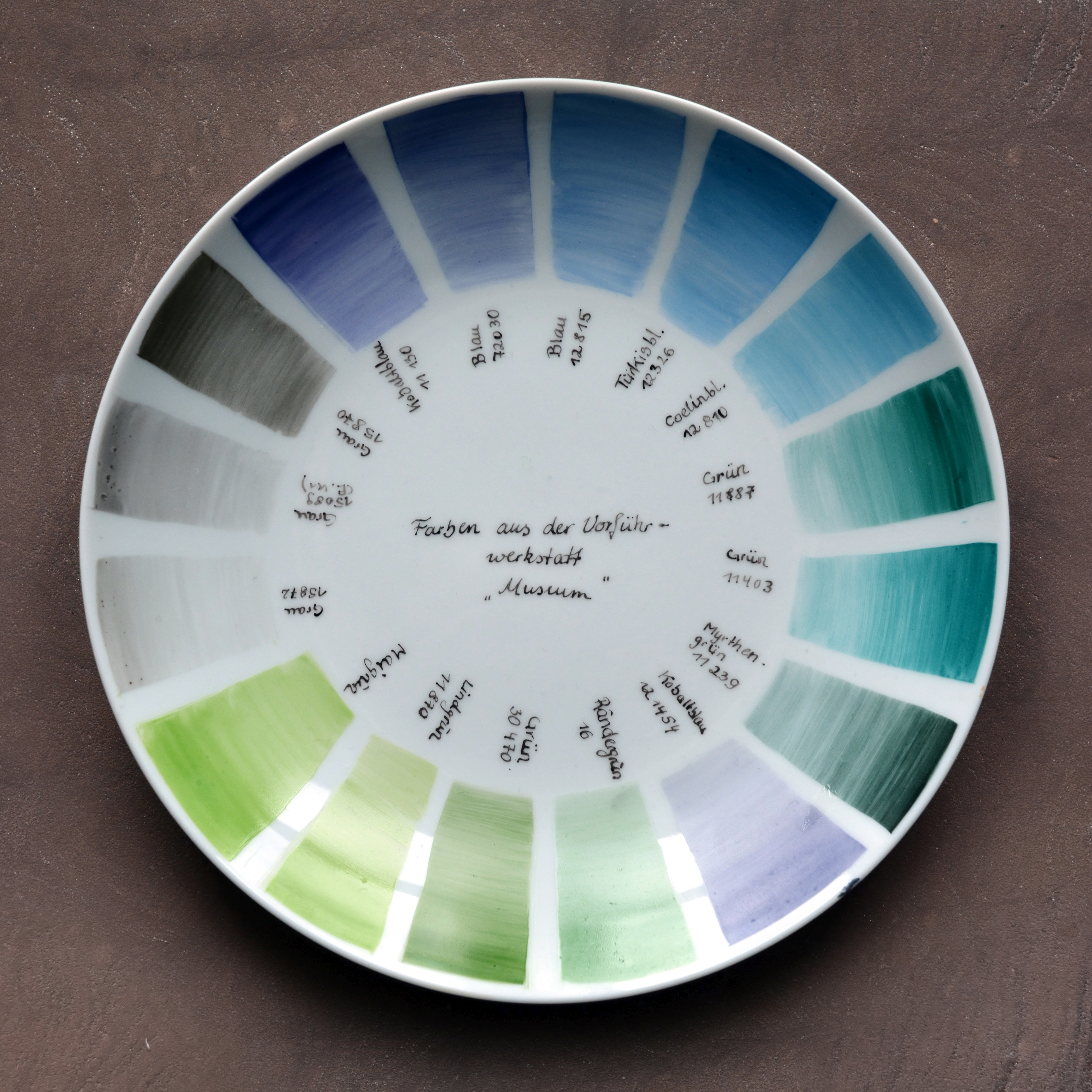
Farbdemonstration in der Besucherwerkstatt im Museum Schloss Fürstenberg

| Farbbezeichnung          | Metalloxid              | Formel                                        |
| ------------------------ | ----------------------- | --------------------------------------------- |
| Rubinrot                 | Chromrot                | PbCrO4·x PbO                                  |
| Goldpurpur               | Gold/Zinnoxid           | Au/SnO2                                       |
| Rot                      | Eisenoxidrot            | Fe2O3                                         |
| Rot                      | Silberdichromat         | Ag2Cr2O7                                      |
| Orange                   | Uran(VI)-oxid           | UO3                                           |
| Gelb                     | Eisenoxidgelb           | FeO(OH)                                       |
| Neapelgelb               | Bleiantimonat           | Pb(SbO3)2 oder Pb3(SbO4)2                     |
| Chromgelb                | Bleichromat             | PbCrO4                                        |
| Barytgelb                | Bariumchromat           | BaCrO4                                        |
| Braun                    | Eisenoxidbraun          | Mischung aus Eisenoxidgelb, -rot und -schwarz |
| Gelbgrün                 | Uran(V,VI)-oxid         | U3O8                                          |
| Kupfergrün               | Kupfer(II)-oxid         | CuO Cu4H4[(OH)8\|Si4O10] · n H2O              |
| Chromgrün                | Chrom(III)-oxid         | Cr2O3                                         |
| Smalte (Kobaltblau-Glas) | Cobalt(II)-oxid in Glas | CoO in K2O-SiO2-Glas                          |
| Thénards Kobaltblau      | CoO·Al2O3               | CoAl2O4 (Co-Al-Spinell)                       |
| Violett                  | Mangan(IV)-oxid         | MnO2                                          |
| Schwarz                  | Eisenoxidschwarz        | Fe2O3/FeO                                     |
| Schwarz                  | Uran(IV)-oxid           | UO2                                           |
| Schwarz                  | Iridium(III)-oxid       | Ir2O3                                         |
| Schwarz                  | Platin(IV)-oxid         | PtO2                                          |

## Historisches
Es folgen Beispiele zu historischen, im Jahr 1825 veröffentlichten Rezepturen von Porzellanfarben, aus denen man entnehmen kann, wie Porzellanfarben hergestellt wurden:
Blau: 24 Loth weißen Sand (SiO2), 6 Loth Zaffer (ein Cobaltoxidgemisch aus CoO, Co2O3 und As2O3), 6 Loth Mennige (Pb3O4), in einem Mörser gestoßen, in einem Schmelztiegel gebracht, gut verkittet und nach dem Trocknen eine halbe Stunde lang in einem lebhaften Feuer geglüht, nachher herausgenommen, gestoßen, auf 32 Loth davon 28 Loth gepülverten Salpeter (KNO3) hinzu gesetzt, wieder in den Tiegel gebracht und 2 Stunden bei einem sehr heftigen Feuer geglüht.
Kobaltblau: 1 Teil Zaffer (Cobaltoxidgemisch), 3 Teile Sand (SiO2), 1 Teil Pottasche (K2CO3). Diese Bestandteile geschmolzen ergeben ein blaues Glas, welches gestoßen, gesiebt und in besonderen Mühlen gemahlen Smalte heißt.
Grün: Mennige (Pb3O4) 1 Pfund, Kupferhammerschlag (CuO) 1 Pfund, Kieselsteine (SiO2) 5 Pfund. Man macht drei gleiche Teile daraus und setzt gleich viel Salpeter (KNO3) hinzu, bringt die Mischung in einen Schmelztiegel, schmelzt sie über starkem Feuer, lässt sie erkalten, stößt sie und reibt sie auf einem Reibestein ab.
Rot: Pech (Kohlenwasserstoffe u. a.) 8 Loth, Silberglätte (Ag2O) 4 Loth, Rötel (stark mit Ton verunreinigtes Fe2O3) 2 Loth. Gepülvert und vermischt.
Purpur: Mennige (Pb3O4) 1 Pfund, Braunstein (MnO2) 1 Pfund, weiße Kieselsteine
(SiO2) 5 Pfund. Man macht drei gleiche Teile daraus, nimmt soviel Salpeter (KNO3) hinzu als ein solcher Teil ausmacht, kalziniert, schmilzt und reibt die Mischung.
Goldpurpur des Andreas Cassius: Man löst reines Gold in Königswasser und setzt solange noch Gold oder Säure hinzu, bis man eine gesättigte Auflösung erhält. Ebenso macht man mit derselben Säure eine gesättigte Auflösung von Zinn und gießt diese zu der Goldauflösung. Es wird ein purpurrotes Pulver niederfallen, welches man sammelt und mit destilliertem Wasser auswäscht.